# Michael Tubbs

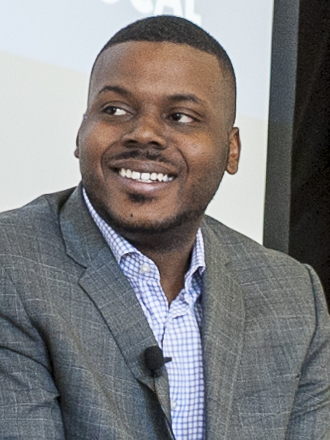
Michael Tubbs (2017)

Michael Derrick Tubbs (* 2. August 1990 in Stockton, Kalifornien) ist ein US-amerikanischer Politiker der Demokratischen Partei. Vom 1. Januar 2017 bis zum 30. Dezember 2021 war er der 82. Bürgermeister seiner Heimatstadt Stockton, wurde aber 2020 abgewählt.

## Kindheit und Ausbildung
Tubbs wuchs im südlichen Stadtteil von Stockton in ärmlichen Verhältnissen auf. Seine Mutter, Racole Dixon, war bei seiner Geburt noch minderjährig. Heute arbeitet sie als IT-Spezialistin bei einem Versicherungsunternehmen. Sein Vater, Michael A. Tubbs, wurde wegen Entführung, Drogenbesitz und Raubüberfällen verurteilt und sitzt heute eine lebenslängliche Gefängnisstrafe ab. Tubbs hat einen jüngeren Bruder.
Er besuchte die Franklin High School in Stockton. Im Jahr 2007 gewann er dort einen Schreibwettbewerb, der von der Schriftstellerin und politischen Aktivistin Alice Walker gefördert wurde. Der Aufsatz wurde in den San Francisco Chronicle veröffentlicht und handelte von den Auswirkungen, die das Handeln seiner Eltern auf sein Leben hatte. 2008 erhielt er das IB Diploma an der Franklin High School. Im Sommer 2008 war er Mitglied eines Teams, das an einem nationalen Wettbewerb im Debattieren in Cincinnati, Ohio, teilnahm. In den Debatten befürwortete das Team die universelle Gesundheitsfürsorge. Am Ende der Veranstaltung hielt der damalige Präsidentschaftskandidat Barack Obama eine Gastrede.
Anschließend besuchte Tubbs die private US-amerikanische Stanford University in Stanford, Kalifornien, mithilfe eines Förderstipendiums. 2012 schloss er das Studium mit einem Bachelor of Arts ab und erhielt einen Master of Arts im Fachbereich der politischen Wissenschaften. Während seiner Studienzeit wurde er Präsident einer Ortsgruppe der einflussreichen Bürgerrechtsorganisation National Association for the Advancement of Colored People (Nationale Organisation für die Förderung farbiger Menschen, NAACP). Während des Studiums machte er ein Praktikum (Internship) sowohl bei Google als auch im Weißen Haus in Washington, D.C. Durch seine Aufgaben im Office for Intergovernmental Affairs, einer Unterabteilung des US-Präsidialamts, erhielt er einen ersten Einblick in die Probleme und Herausforderungen der Kommunalverwaltung.

## Privatleben
Im Dezember 2017 heiratete Tubbs Anna Malaika Nti-Asare, die er in Stanford kennenlernte. Nti-Asare ist die Tochter von zwei Anwälten in Accra, Ghana. Sie machte 2014 ihren Abschluss an der Stanford-Universität und 2015 einen Magister in Gender Studies an der Universität Cambridge. Danach arbeitete sie zwei Jahre lang als Lehrerin an einer Sekundarschule in Stockton. Seit 2017 ist sie Doktorandin im Fach Soziologie an der Universität Cambridge. Im Oktober 2019 gab Tubbs via Twitter bekannt, dass das Paar Eltern eines Sohnes geworden ist.

## Politische Laufbahn
Während seiner Studienzeit an der überwiegend von wohlhabenden Studenten besuchten Privatuniversität pflegte Tubbs weiterhin enge Kontakte mit seiner Familie und seiner Heimatstadt, die ca. 130 Kilometer östlich von Stanford liegt. Mit über 300.000 Einwohnern ist Stockton die 61.-größte Stadt in den Vereinigten Staaten. Im Juni 2012, infolge von Misswirtschaft und den Auswirkungen der Finanzkrise 2007/2008, erklärte die Stadt Zahlungsunfähigkeit aufgrund von Schulden in Höhe von 700 Millionen US-Dollar. Das war die bis dahin größte der etwa 700 seit 1937 vermeldeten Fälle von Kommunalinsolvenz in der US-Geschichte. Die Stadt verzeichnete zu der Zeit hohe Raten an Arbeitslosigkeit, Obdachlosigkeit und Kriminalität.
Tubbs beschreibt seine Entscheidung, nach Stockton zurückzukehren anstatt eine besser dotierte Laufbahn anzustreben, als das Resultat einer Berufung oder eines inneren Zwangs. Ein wichtiger Anstoß war außerdem der Mord in Stockton an einem nahen Verwandten in seinem Alter. Während seines Studiums kündigte er seine Kandidatur für einen Sitz im Stockton-Stadtrat an. Zur Unterstützung seines Wahlkampfs erhielt er u. a. eine Spende von Oprah Winfrey. Seine Kandidatur wurde zum Thema eines einstündigen Dokumentarfilms, True Son. Im November 2012 wurde er als Vertreter des 6. Bezirks mit 61,8 % der abgegebenen Stimmen gewählt und löste den bisherigen republikanischen Amtsinhaber ab.
Nach vier Jahren im Stadtrat kandidierte er erfolgreich für das Amt des Bürgermeisters. Er gewann mit 70,6 % der abgegebenen Stimmen gegen den amtierenden Bürgermeister, ein Mitglied der Republikanischen Partei. Damit wurde er im Alter von 26 Jahren zum bisher jüngsten und ersten afro-amerikanischen Bürgermeister der Stadt gewählt.
2020 verlor Tubbs das Rennen um eine zweite Amtszeit nach einer Stichwahl an einem republikanischen Kandidaten, Kevin Lincoln. Am 11. März 2021 wurde bekannt, dass er als Sonderberater für Wirtschaftsfragen in der Regierung von Gavin Newsom, dem Gouverneur von Kalifornien, benannt wurde.

## Politische Positionen

### Bürgermeisterwahl
Schwerpunktthemen während seiner Kandidatur von 2016 waren Verbesserung der Polizeiarbeit, Stadterneuerung in den ärmeren Stadtteilen, Erweiterung von Bildungsangeboten, Wirtschaftsentwicklung durch Innovation, Bekämpfung von Obdachlosigkeit und mehr Transparenz in der Stadtverwaltung.
Als Teil seiner Bildungspolitik gewann er die Unterstützung eines anonymen Spenders, der 1000 US-Dollar pro Jahr für alle High-School-Absolventen der Stadt bereitstellt, die sich an einer Universität einschreiben.

### Bedingungsloses Grundeinkommen
Tubbs ist ein Befürworter der Idee des bedingungslosen Grundeinkommens (Universal Basic Income). In seiner Amtszeit hat Stockton ab Februar 2019 als soziales Experiment unter dem Namen Stockton Economic Empowerment Demonstration (SEED) ein sogenanntes Guaranteed Income im kleineren Rahmen eingeführt. 125 zufällig ausgewählte Bürger von Stockton erhalten über einen Zeitraum von 18 Monaten 500 US-Dollar pro Monat zur freien Verfügung. Die Mittel dafür werden ausschließlich von Stiftungen und Spendern aufgebracht. Ein unabhängiges Forschungsteam unter der Leitung zweier Professorinnen begleitet das Projekt und wird am Ende einen Bericht erstellen.